# José Carlos Martins Ferreira
José Carlos Martins Ferreira, noto come José Carlos (Lisbona, 2 agosto 1966), è un ex calciatore portoghese, di ruolo difensore.

## Palmarès
- Campionato portoghese: 3

Benfica: 1986-1987, 1988-1989, 1990-1991
- Coppa di Portogallo: 2

Benfica: 1986-1987, 1992-1993